# Letecká sekce Spojovacího sboru Spojených států amerických

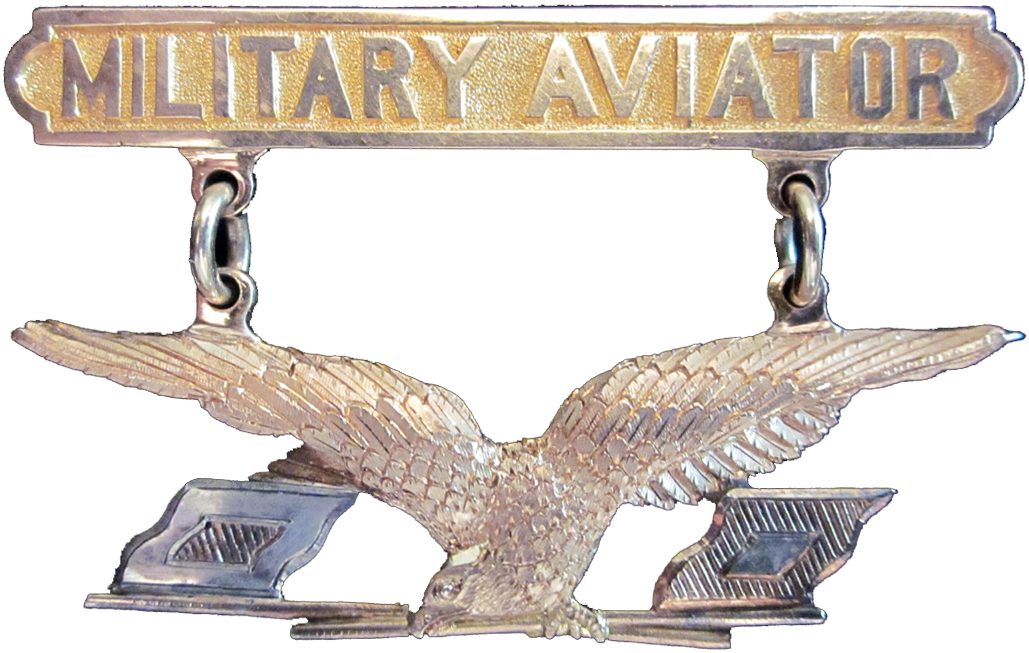
Letecký odznak Americké armády

Letecká sekce Spojovacího sboru Spojených států amerických (anglicky: Aviation Section, U.S. Signal Corps) byl název vojenského letectva Armády Spojených států od roku 1914 do roku 1918. Letecká sekce byla předchůdcem dnešního Letectva Spojených států.

## Vývoj amerického letectva
- Letecká divize Spojovacího sboru Spojených států amerických (Aeronautical Division, U.S. Signal Corps) 1. srpna 1907 – 18. července 1914
- Letecká sekce Spojovacího sboru Spojených států (Aviation Section, U.S. Signal Corps) 18. července 1914 – 20. května 1918
- Divize vojenského letectví (Division of Military Aeronautics) 20. května 1918 – 24. května 1918
- Armádní letecká služba Spojených států amerických (U.S. Army Air Service) 24. května 1918 – 2. července 1926
- Armádní letecký sbor Spojených států amerických (U.S. Army Air Corps) 2. července 1926 – 20. června 1941
- Armádní letectvo Spojených států amerických (U.S. Army Air Forces) 20. června 1941 – 18. září 1947
- Letectvo Spojených států amerických (United States Air Force) 18. září 1947 – současnost

## Velitelé Letecké sekce
- Lt. Col. Samuel Reber (18. července 1914 – 5. května 1916)
- Lt. Col. George O. Squier (20. května 1916 – 19. února 1917)
- Lt. Col. John B. Bennet (20. února 1917 – 20. května 1918)